# ریموند باری
ریموند باری (انگلیسی: Raymond Barry؛ زادهٔ ۷ اکتبر ۱۹۴۹) کشتی‌گیر اهل استرالیا است.